# Supercoppa di Spagna 2012 (hockey su pista)
La Supercoppa di Spagna 2012 è stata la 9ª edizione dell'omonima competizione spagnola di hockey su pista. Il torneo ha avuto luogo dal 28 al 30 settembre 2012. A conquistare il titolo è stato il Barcellona per la sesta volta nella sua storia superando in finale il Noia.

## Squadre partecipanti
| Club       | Qualificazione                              | Partecipazioni precedenti (il grassetto indica la vittoria) |
| ---------- | ------------------------------------------- | ----------------------------------------------------------- |
| Barcellona | Vincitore dell'Ok Liga e della Coppa del Re | 2004, 2005, 2006, 2007, 2008, 2009, 2010, 2011              |
| Noia       | Finalista della Coppa del Re                | 2008                                                        |

## Risultati

### Finale di andata
| Sant Sadurní d'Anoia 28 settembre 2012 | Noia | 1 – 3 referto | Barcellona | Pavelló Olímpic de l'Ateneu Agrícola |

### Finale di ritorno
| Barcellona 30 settembre 2011 | Barcellona | 6 – 1 referto | Noia | Palau Blaugrana |